# Narciso Irureta
Narciso Irureta Aburto (Valdivia, 30 de junio de 1924-Santiago, 26 de diciembre de 2005) fue un abogado y político chileno de origen vasco y militancia democratacristiana, parlamentario y ministro de Estado del presidente Eduardo Frei Ruiz-Tagle. 
Hijo de Narciso Irureta Irureta y Edma Aburto y Valverde, comenzó sus estudios en la Escuela Pública N.º 1 de Pishuinco. Luego los prosiguió en el Instituto Salesiano y en el Liceo de Hombres de Valdivia.
Al finalizar su etapa escolar, ingresó a la Universidad Católica a estudiar derecho, pero solo dos años permaneció allí, pues se trasladaría a la Universidad de Chile donde concluyó su carrera y se tituló de abogado en 1950. Su memoria de tesis la llamó Bosquejo histórico de las fuentes del Derecho Romano.

## Vida personal
Hijo de un inmigrante vasco llamado Narciso Irureta Irureta, este habría llegado con su hermano desde Azkoitia  por consecuencia de la I° Guerra Mundial a Burdeos y posteriormente a Buenos Aires. Tras dos años en la capital, en 1918 llega a la ciudad de Valdivia en Chile, en donde se casaría con Edma Aburto y Valverde, la cual era descendiente de una antigua y reconocida familia de terratenientes, que a su vez era igualmente de origen vasco. En su juventud, comenzó sus estudios en la Escuela Pública N.º 1 de Pishuinco y luego los prosiguió en el Instituto Salesiano y en el Liceo de Hombres de Valdivia.

## Actividad política

### Sus inicios
Sus actividades políticas las inició en 1939 cuando ingresó a la naciente Falange Nacional. Durante sus años universitarios, se desempeñó como jefe nacional de los Universitarios Falangistas; y desde 1945 fue miembro de la Junta Nacional del partido.
En 1957 se incorporó al Partido Demócrata Cristiano, colaborando en su fundación. Ese mismo año integró el Consejo Nacional y fue presidente de la 8.ª comuna. En 1959, fue nombrado secretario nacional de su colectividad, alcanzando la presidencia nacional en 1960.

### Labor parlamentaria
En las parlamentarias de 1965, fue elegido diputado por la 24ª Agrupación Departamental, correspondiente a Llanquihue, Puerto Varas, Maullín, Calbuco, Puerto Aysén, Coyhaique y Chile Chico, siendo su representante durante el periodo 1965-1969; integró las Comisiones Permanentes de Hacienda, y de Minería e Industrias. Mientras, dentro de su partido asumió como primer vicepresidente entre 1966 y 1967.
En 1969 fue elegido senador por la 9.ª Agrupación Provincial, que abarcaba las provincias de Valdivia, Osorno y Llanquihue, para el periodo 1969-1977; fue senador reemplazante en la Comisión Permanente de Relaciones Exteriores, en la de Constitución, Legislación, Justicia y Reglamento, en la de Hacienda y en la de Minería.
El golpe militar del 11 de septiembre de 1973 puso término anticipado al periodo y el Decreto Ley 27, de 21 de septiembre de 1973 disolvió el Congreso Nacional y declaró cesadas las funciones parlamentarias a contar de la fecha.

### Actividades extraparlamentarias
Durante el año 1971 se desempeñó como presidente nacional de la Democracia Cristiana. Entre 1982 y 1985, fue nombrado segundo vicepresidente de su colectividad; y entre 1987 y 1990 ejerció como primer vicepresidente; todo esto, durante los años de clandestinidad de los partidos políticos opositores a Pinochet. 
En junio de 1994 publicó un artículo sobre la familia y el divorcio, con personeros de la Democracia Cristiana, donde hizo una cerrada oposición al divorcio vincular.
Fue ministro de Transportes y Telecomunicaciones, entre 1994 y 1996, en el Gobierno de Eduardo Frei Ruiz-Tagle, cartera donde le correspondió, entre otras actividades, ser el primer ministro presidente de la Comisión Nacional de Seguridad de Tránsito.
Falleció a fines de 2005 producto de una afección al corazón.

## Historial electoral

### Elecciones parlamentarias de 1969
- Elecciones parlamentarias de 1969 a Senador para la 9ª Agrupación Provincial, Valdivia, Osorno y Llanquihue.[7]